# 祖瑟夫·咸美頓·林拔
（1825年12月1日—1909年11月12日）是美國俄勒岡州的拓荒者，也是培育林拔櫻桃的果園主。他是印第安納州人，也曾擔任俄勒岡州蒙諾瑪縣和克拉克默斯縣的縣專員。

## 早期生活
林拔於1825年12月1日出生於印第安納州維戈縣，距離特雷霍特東北幾英里。他由父母休和南西（娘家姓麥克萊恩）蘭伯特在農場長大。20歲時，蘭伯特離開印第安納州前往愛荷華州，在那裡工作和上學，直到1849年，他再次向西行進。他沿著俄勒岡小徑旅行，於1850年9月14日到達俄勒岡邦巴洛路盡頭的菲利普·福斯特農場。他在塞勒姆過冬。1851年春天，他前往加州懷里卡參加加州淘金熱，但很快又回到俄勒岡州的威拉米特河谷，在鋸木廠工作，並為密爾瓦基的威廉·米克和亨德森·盧林拖運原木。接下來他加入了艾夫斯先生的測量團隊。他幫助規劃了從波特蘭向北到普吉特海灣的威拉米特子午線，以及俄勒岡州第一條標準緯線威拉米特基線。他還調查了包括塞勒姆在內的幾層鄉鎮。他回到鋸木廠工作並擔任原木搬運工，直到1853年，他再次受僱於米克和盧林，這次是從事他們的果園業務。1854年，林拔與克萊門汀·米勒結婚，他們在鮑威爾谷獲得了一塊320英畝（1.3平方）的捐贈土地。

## 果園主
亨德森的兄弟塞思·盧厄林後來買下了亨德森的公司股份。1859年，林拔和他的岳父亨利·米勒購買了米克在Meek & Luelling果園中的一半權益。由於蘋果價格下跌以及以前多產的樹木產量不佳，這項事業一開始並不順利。林拔引入了新的園藝方法，在兩年內恢復了樹木的健康，並再次使它們能夠生產出「巨大」的蘋果作物。林拔成為果園的唯一所有者，這些果園因是俄勒岡州第一個種植栽培水果而聞名。前業主亨德森·魯林後來成為加州著名的果園主。

### 林拔櫻桃
林拔櫻桃是由林拔培育的，通過將1848年在拿破崙櫻桃樹下發現的一株志願苗木嫁接到五月公爵櫻桃的砧木上。該樹的冠部於1880年死亡，新的樹從其根部生長，既不是五月公爵櫻桃，也不與原始苗木相同。結果，這種櫻桃又大又色澤豐富，味道鮮美，核小，立即受到歡迎。林拔於1896年將他的櫻桃介紹給了俄勒岡園藝協會，它成為了早期俄勒岡果園中最重要的櫻桃之一，與皇家安櫻桃、賓櫻桃和黑共和黨櫻桃一起。到了1916年，它被稱為「美國最好的櫻桃」。

## 其他工作
1858年，林拔住在蒙諾瑪縣時，被選為縣委員會成員。1864年，他擔任克拉克默斯縣專員。
1887年，林拔是俄勒岡州園藝學會的創始成員之一。1890年，他幫助建立了波特蘭公民銀行並擔任行長。1893年金融恐慌期間，500多家銀行倒閉，蘭伯特設法讓銀行維持營運。他也擔任懷特出版公司總裁。

## 死亡與遺產
祖瑟夫和克萊門汀·林拔有十個孩子，其中八個活到成年。他們的兩個兒子和六個女兒包括作家伊麗莎白·林拔·伍德。克萊門汀於1890年代初去世，祖瑟夫·林拔於1909年11月12日在俄勒岡州波特蘭去世，享年83歲。
祖瑟夫·咸美頓·林拔是俄勒岡州議會大廈參眾兩院飾帶上所繪的158個俄勒岡早期歷史名人的名字之一。林拔的名字出現在眾議院議事廳。他的前雇主塞斯·盧厄林（原盧林），賓櫻桃的開發者，在參議院方面享有盛譽。